# Paideía
La paideía (en griego παιδεία, "educación" o "formación", a su vez de παις, país, "niño") era, para los antiguos griegos, el proceso de crianza de los niños, entendida como la transmisión de valores (saber ser) y saberes técnicos (saber hacer) inherentes a la sociedad.

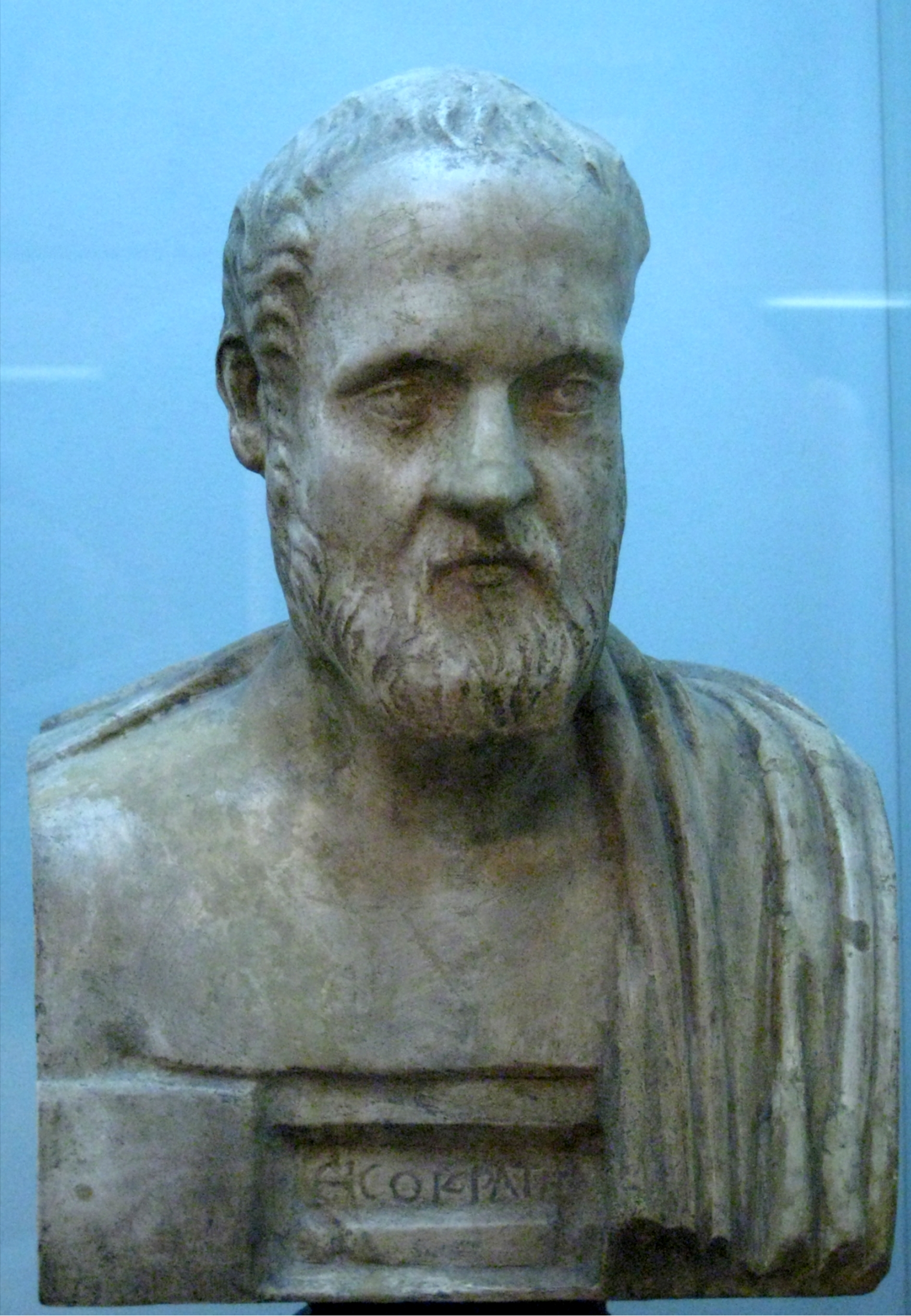
Isócrates, busto de la Villa Albani en Roma, fue uno de los principales ideólogos de la paideía.

## Idea depaideía
La paideía se centraba en los elementos de la formación que harían del individuo una persona apta para ejercer sus deberes cívicos. Bajo el concepto de paideía se agrupan elementos de la gimnasia, la geometría, la gramática, la retórica, las matemáticas y la filosofía, que se suponía debían dotar al individuo de conocimiento y cuidado sobre sí mismo y sobre sus expresiones. Por lo tanto, no incluía habilidades manuales o erudición en temas específicos, que eran considerados mecánicos e indignos de un ciudadano. El primero en configurar la paideía como un humanismo cívico integral fue el orador y pedagogo griego Isócrates. 
El ideal de paideía estaba dado por la estructura específica de la polis griega, en que una casta relativamente reducida de ciudadanos, exentos de las necesidades manuales con la excepción de la guerra, dedicaban su vida a la participación en los asuntos cívicos. El dominio cuidado de la lengua griega distinguía a los locales de los forasteros e inmigrantes; la expresión oral, cuidadosamente elaborada, respondía la obligación de mostrarse como un individuo refinado en el ágora, donde las habilidades persuasivas resultaban cruciales. Las ciencias puras indicaban una disposición de ánimo objetiva y poco concernida con los asuntos mundanos, una cualidad deseable en un potencial legislador. Las proezas gimnásticas confirmaban el dominio de sí y el carácter viril —también garantizado por el comportamiento en combate— que completaban el perfil aristocrático.
El lugar del concepto de paideía fue ocupado en Roma por la humanitas, que en textos de Cicerón significa claramente cultura, educación y pedagogía propias del hombre libre y a la cual están relacionadas todas las disciplinas. Humanitas llegó a indicar el desarrollo de las cualidades que hacen al hombre un ser verdaderamente humano, que lo enriquecen con una cultura y lo diferencian del bárbaro. El concepto implicaba por tanto la construcción del hombre civil que vive y opera en la sociedad humana. De aquí proviene la designación de "humanidades" para los estudios vinculados a la cultura y el movimiento ideológico, filosófico, pedagógico y cultural conocido como Humanismo que caracterizó el Renacimiento grecolatino en Europa. La noción se rescató reiteradamente a lo largo de la historia occidental por parte de movimientos aristocratizantes que oponían una concepción global de la formación humana al énfasis en las habilidades prácticas; un movimiento de este tipo inspiró a Pierre de Coubertin a restaurar la tradición de los Juegos Olímpicos.
A mediados del siglo XX, el filólogo alemán Werner Jaeger publicó el más detallado estudio sobre la noción de paideía hasta la fecha, bajo el título Paideía: los ideales de la cultura griega (1933-1945). En el desarrollo del libro primero en los capítulos I y II, Jaeger describe el concepto como la aspiración a construir un tipo ideal de hombre marcado por la virtud, a la cual llamaban (ἀρετή) areté. La areté es la excelencia en la función propia (belleza (kalós)+ virtud).

## Influencia de Isócrates
La paideía de Isócrates tuvo bastante influencia, sobre todo en Atenas. El objetivo de Isócrates era construir una práctica de la educación y la política que aportara validez en la práctica deliberativa democrática sin dejar de ser intelectualmente respetable. Isócrates pretendía fomentar el amor a la sabiduría en su público haciendo que aplicaran un principio de coherencia intelectual a sus vidas. El aspecto fundamental de su paideía era la coherencia en los niveles individuales, cívicos y panhelénicos.

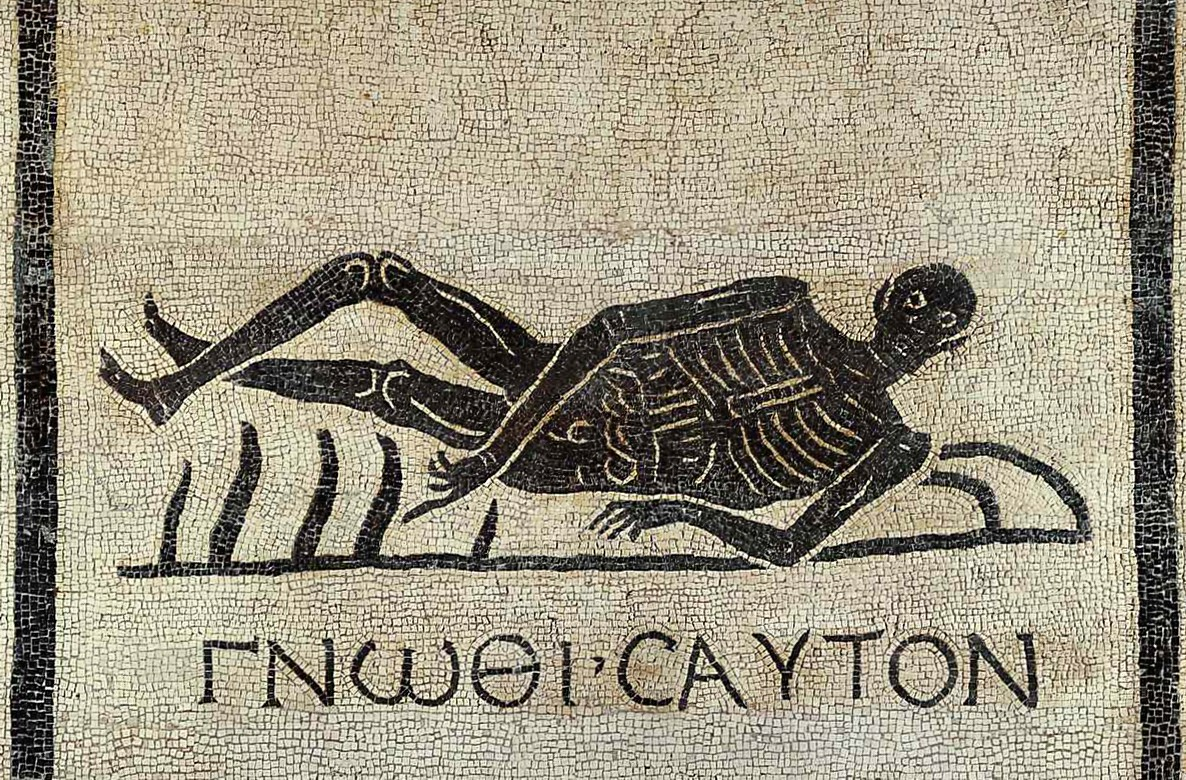
Mosaico memento mori procedente de las excavaciones del convento de San Gregorio de Roma, con el lema griego "γνῶθι σεαυτόν", que significa "Conócete a ti mismo".

## Dichos y proverbios que definieron lapaideía
- "Conócete a ti mismo" y "Nada en exceso".[3]
- "Difícil es el bien."[4]